# Добринівська сільська рада
| Добринівська сільська рада — орган місцевого самоврядування у Рогатинському районі Івано-Франківської області з адміністративним центром у с. Добринів. Історична дата утворення: в 1971 році. Водоймища на території, підпорядкованій даній раді: річка Студений Потік. Сільській раді підпорядковані населені пункти: - с. Добринів - с. Корчунок |

## Склад ради
Рада складається з 15 депутатів та голови.

### Керівний склад ради
| ПІБ                      | Основні відомості                                                                | Дата обрання | Дата звільнення |
| ------------------------ | -------------------------------------------------------------------------------- | ------------ | --------------- |
| Луцишин Роман Михайлович | Сільський голова, 1950 року народження, освіта                                   | 26.03.2006   | 31.10.2010      |
| Луцишин Роман Михайлович | Сільський голова, 1950 року народження, освіта вища, член Народного Руху України | 31.10.2010   |                 |

Примітка: таблиця складена за даними джерела